# Apamea cervina
Apamea cervina là một loài bướm đêm trong họ Noctuidae.